# Josep Lluís Grau Vallès
Josep Lluís Grau Vallès (Puertomingalvo, 26 de març de 1956) és un mestre i polític valencià, diputat al Congrés dels Diputats en la X Legislatura i actualment senador al Senat espanyol.
Graduat en magisteri per l'Escola de Magisteri de Castelló i llicenciat en humanitats en la Universitat Jaume I. Ha estat militant del STEPV i de la UGT del País Valencià. Membre també del PSPV-PSOE, n'ha estat secretari general de Castelló de 2008 a 2012. Fou escollit regidor de l'ajuntament de Castelló de la Plana a les eleccions municipals espanyoles de 2007 i 2011.
En juny de 2015 va substituir en el seu escó Ximo Puig, qui havia estat elegit diputat a les eleccions generals espanyoles de 2011, per haver estat nomenat president de la Generalitat Valenciana. Ha estat portaveu adjunt de la Comissió d'Educació i Esport i vocal de la Comissió d'Ocupació i Seguretat Social. Des de les eleccions generals de 2015 és senador per la circumscripció de Castelló.